# Fort Flak
Fort Flak (Deens: Flakfortet) is een forteiland in de Sont. Het is aangelegd ter verdediging van Kopenhagen.
Het fort ligt op een eiland, Saltholmrev, maar deze naam wordt zelden meer gebruikt, tussen Kopenhagen en het eiland Saltholm. Het eiland werd vergroot en tussen 1910 en 1914 is een fort gebouwd om de hoofdstad te verdedigen tegen aanvallen vanuit zee. Het was de laatste van een serie van drie zeeforten, de andere twee zijn, Fort Trekroner en Fort Middelgrund. Fort Middelgrund ligt circa 4,5 kilometer ten westnoordwesten van het forteiland en de noordelijke punt van Saltholm ligt op een vergelijkbare afstand naar het zuiden.
Fort Flak heeft een oppervlakte van 32.000 m2 en de top ligt 23 meter boven de zeespiegel. Rond het eiland werd een rand van stenen gelegd als golfbreker en om een landing op het fort te beletten.
Op het eiland werden bomvrije manschappenverblijven, magazijnen, munitieopslagplaatsen en open geschutopstellingen aangelegd. Bij een volledige bezetting waren er 550 militairen op het eiland. Bij de oplevering stonden er vier zware houwitsers met een kaliber van 29 cm, zes kanonnen van 21 cm en vijf snelvuurkanonnen van 75 mm. Later zijn hier nog luchtafweerkanonnen en zoeklichten bijgeplaatst. 
Tijdens de Tweede Wereldoorlog nam het Duitse leger het eiland in gebruik. Na de oorlog tot 1957 stonden er vooral luchtafweerkanonnen opgesteld. Het fort werd verlaten en het duurde tot 1965 voordat het leger terugkeerde. Tot 1968 heeft de Deense luchtmacht HAWK luchtdoelraketten op het eiland geplaatst. Hierna was de meer permanente basis voor de HAWKs gereedgekomen op Fort Middelgrund.
In 1975 trok het leger zich terug van het eiland. Het eiland werd verhuurd aan een zeilvereniging en het werd bezocht door waterrecreanten. Er werd veel schade aangericht. In 2001 verkocht de Deense overheid het eiland. De nieuwe eigenaars hebben het eiland en diverse gebouwen opgeknapt en er is nu een restaurant. 

## Fotogalerij

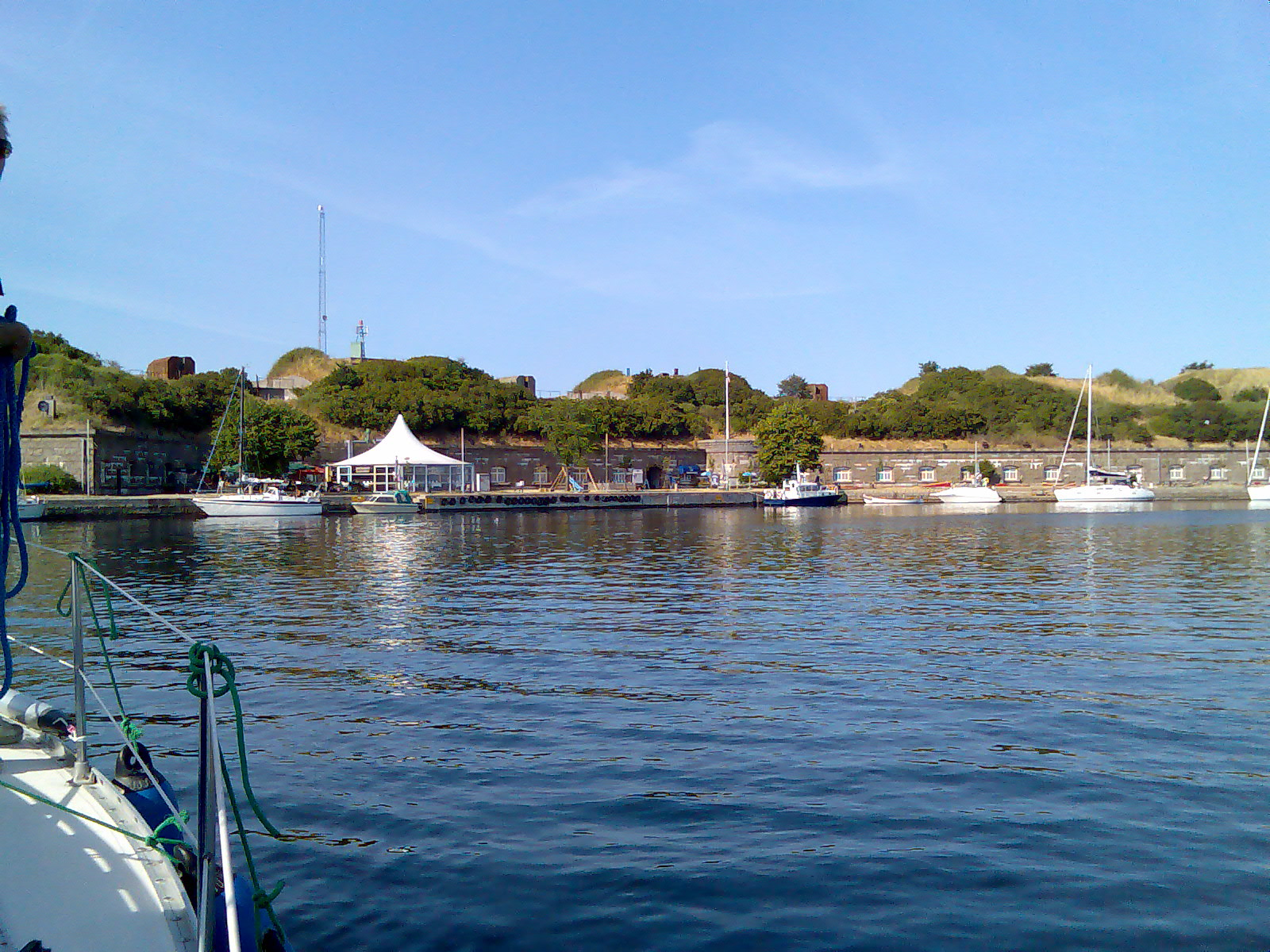
Zicht van de haven op de oude kazerne, nu een restaurant
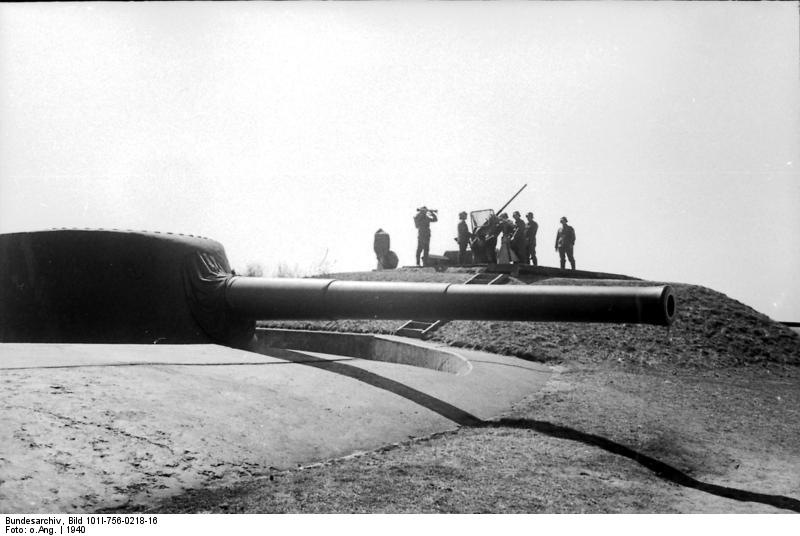
Deens kanon met Duitse flak op achtergrond